# Distretto di Ouenza
Il distretto di Ouenza è un distretto della provincia di Tébessa, in Algeria, con capoluogo Ouenza.